# Рихнер, Томас
Томас Рихнер (англ. Thomas Richner; 4 ноября 1911, Пойнт-Марион, штат Пенсильвания — 11 июля 2008, Вустер, штат Массачусетс) — американский пианист и органист.
Начал учиться игре на фортепиано у Доры Заславски, затем окончил Колумбийский университет, получив диплом учителя. Некоторое время учился также в Германии у Гельмута Вальхи. В 1940 г. выиграл Наумбурговский конкурс молодых исполнителей как пианист.
Преподавал фортепиано в Колумбийском и Ратгерском университетах, основал также школу церковной музыки в составе Колледжа Колби в Уотервилле (штат Мэн). Опубликовал учебное пособие «Ориентиры для исполнения фортепианных сонат Моцарта» (англ. Orientation for Interpreting Mozart’s Piano Sonatas; 1953). Одновременно Рихнер, приверженец Христианской науки, работал органистом в храмах Церкви Христа (Первой научной), сперва в Нью-Йорке, а потом на протяжении 22 лет в Бостоне. Для церковных надобностей он сочинил ряд органных произведений.
Среди записей Рихнера — произведения И. С. Баха, Моцарта, Шопена, Дебюсси.